# Tatort: Minenspiel
Minenspiel ist ein Fernsehfilm aus der Krimireihe Tatort. Der vom WDR produzierte Beitrag wurde am 8. Mai 2005 im Ersten Programm der ARD ausgestrahlt. Es ist der 31. Fall des Ermittler-Teams Max Ballauf und Freddy Schenk und die 597. Tatortfolge.

## Handlung
Der Unternehmer Lars Fresinger, der regelmäßig im Stadtwald joggen geht, tritt eines Tages dabei auf eine Landmine. Beide Unterschenkel werden ihm abgerissen und er verblutet. Neben den Kommissaren Ballauf und Schenk ermittelt gleichzeitig der Staatsschutz. Damit übernimmt Eva Bertsch die Leitung der Ermittlungen des Falles „Minenspiel“. Der Grund für den Anschlag war sehr wahrscheinlich die Tatsache, dass Fresinger Vorstandsmitglied der Stiftung „Land statt Minen“ war. Seine Firma handelte mit Maschinen und unterhielt gute Beziehungen nach Afrika, wo er auch seine jetzige Frau kennenlernte.
Fátima Fresinger stammt aus Angola, einem Land, das nach Jahren des Bürgerkriegs immer noch übersät ist mit Landminen. Sie hat dort als Dolmetscherin für Fresingers Firma gearbeitet. Bei der Vernehmung gibt sich die Witwe den Ermittlern gegenüber recht verschlossen. Das Verhältnis der Eheleute war in letzter Zeit abgekühlt. Bei einer Scheidung könnte sie nach Angola abgeschoben werden, als Witwe hätte sie ein Bleiberecht. Für Ballauf und Schenk ist das ein Grund, in diese Richtung zu ermitteln. Fingerabdrücke von einem António Mussamo sind in Fresingers Haus gefunden wurden. Er ist ein Mitglied einer Organisation, die für ein freies Angola kämpft und vor vier Monaten nach Angola abgeschoben worden. Fátima Fresinger gibt an, ihn nicht zu kennen, aber offensichtlich lügt sie.
Kurze Zeit später wird der kleine Sohn von Wieland Schauff, einem Geschäftsfreund Fresingers, bei einem weiteren Minenanschlag schwer verletzt. Offensichtlich galt der Anschlag seinem Vater, denn der ist der Vorstandsvorsitzende der Stiftung „Land statt Minen“ und unterstützt die „Gesellschaft für Kampfmittelbeseitigung“. Eine Spur führt zu einem Minenunfall in Angola, bei dem fünf Personen, die im Auftrag der Stiftung unterwegs waren, getötet wurden und ein Thomas Lauer schwer verletzt wurde. Der wohnt derzeit in Köln und wird befragt. Er macht einen verbitterten Eindruck und ist sehr abweisend.
António Mussamo kann bei Hannah Siems, der Freundin von Fátima Fresinger, aufgegriffen werden. Von ihm erfahren die Ermittler, dass Hannah Siems und Thomas Lauer ein Paar waren. Beide arbeiteten als Sanitäter und kennen sich seit ihrer Zeit in Angola. Es stellt sich dabei heraus, dass António Mussamo der Bruder von Fátima Fresinger ist und die kleine Tochter seiner Schwester aus Angola zu ihr geholt hat. Gegen Hannah Siems ergeben sich stückweise immer mehr Verdachtsmomente.
Da es aber auch Hinweise zu dem undurchsichtigen Sprengstoffexperten Lothar Raschke gibt, untersucht der Staatsschutz im Beisein von Ballauf und Schenk dessen Übungsgelände. Sie finden dort verschiedene Sprengstoffe, für die er aber einen Waffenschein besitzt. Raschke gibt an, dass drei seiner italienischen Splitterminen gestohlen wurden. Zuvor habe sich Thomas Lauer zusammen mit Hannah Siems sehr intensiv nach Minen erkundigt, weil er angeblich wissen wollte, welche Art von Mine ihm seine beiden Beine abgerissen hat. Schenk fährt umgehend zu Lauer und findet ihn leblos in seinem Rollstuhl sitzend. Ein leeres Tablettenröhrchen liegt am Boden.
Für die Ermittler beginnt nun eine Suche nach der dritten gestohlenen Mine und dem potentiellen Opfer. Während Ballauf per Hubschrauber auf die Suche geht und unter sich den Wagen seines Kollegen Schenk sieht, ist er verwundert. Entsetzt muss er zusehen, wie in dem Auto der gesuchte Sprengsatz explodiert. Als aber Schenk per Handy anruft, ist er sehr erleichtert. Während sein Kollege sich in Lauers Wohnung aufhielt, hat Hannah Siems sein Auto genommen und sich selbst gerichtet.

## Hintergrund
Eine erste Preview erfolgte bereits beim Filmfest Hamburg im Herbst 2004.
Am 20. April 2005 zeigte der WDR den Tatort im Rahmen einer Öffentlichen Anhörung des Ausschusses für Menschenrechte im Deutschen Bundestag unter dem Vorsitz von Christa Nickels.
Der Tatort wurde dann im öffentlichen Fernsehen erstmals am 60. Jahrestag des Endes des Zweiten Weltkriegs gezeigt.
Klaus J. Behrendt und Dietmar Bär engagieren sich im Aktionsbündnis Landmine.de.
Im Abspann bedankte sich der WDR bei der Stiftung Menschen gegen Minen e. V. und dem Aktionsbündnis Landmine.de.

## Rezeption

### Einschaltquoten
Die Erstausstrahlung von Minenspiel am 8. Mai 2005 wurde in Deutschland von 8,77 Millionen Zuschauern gesehen und erreichte einen Marktanteil von 24,7 % für Das Erste.

### Kritiken
„Gleichwohl gelangen mit Episoden wie 'Minenspiel' (2005), nach deren Ausstrahlung das Team vom Menschenrechtsausschuss des Bundestages angehört wurde, oder 'Blutdiamanten' (2006) immer wieder engagierte Stücke von gesellschaftspolitischer Relevanz.“

„Beim Kölner WDR nutzt man die Krimireihe 'Tatort' immer wieder gern als Plattform für anwaltschaftliche Anliegen. Das ist anfangs einige Male schief gegangen, weil vor lauter Botschaft nicht mehr genug Platz für den Krimi war. Auch diesmal mutiert der Film mitunter zum Faltblatt, wie man es samstags vormittags in der Fußgängerzone in die Hand gedrückt bekommt. […] Trotzdem ist 'Minenspiel', der grimmig doppeldeutige Titel deutet es an, weit mehr als bloß ein plumpes Pamphlet; auch wenn Autor Käfer und Regisseur Torsten C. Fischer nie einen Hehl daraus machen, dass sie alles andere als einen gewöhnlichen Sonntagskrimi im Sinn hatten.“

### Trivia
In den Ballauf-Schenk-Folgen 29–32 fährt Freddy Schenk VW Touareg mit verschiedenen Kennzeichen. In dieser Geschichte trägt der Touareg Freddys Initialen im Kennzeichen (K-FS 1395), wird bei einem Auffahrunfall beschädigt und brennt am Ende sogar aus. Als Ersatz benutzt Schenk einen Ford Mondeo Turnier der 3. Generation, ausnahmsweise also einen „ganz normalen“ Dienstwagen.